# Materia Nova
Materia Nova est un centre de recherche et développement, axé sur les matériaux durables et technologies de traitement de surfaces. Le centre fut fondé par l’UMONS en 2000. Il est situé à Mons, chef-lieu de la province de Hainaut, à proximité de la frontière franco-belge.
Materia Nova est le plus grand centre de recherche consacré aux matériaux nouveaux de Wallonie.

## Implantation
Materia Nova est situé dans le parc scientifique Initialis à Mons et depuis 2019 à Esslingen dans le Bade-Wurtemberg en Allemagne.

## Domaines d'applications
Les recherches du centre Materia Nova sont axées sur les domaines suivants,[source insuffisante] :
- matériaux et surfaces multifonctionnelles
- matériaux et procédés pour l'énergie[3], l'environnement et la santé[4],[5].
- matériaux polymères durables et innovants[6]
- surfaces multifonctionnelles
- réflexion sur le cycle de la vie
- plateforme de caractérisation

## Effectif
En 2022, plus de 300 experts scientifiques et techniques font partie de Materia Nova, ceci en tenant compte des laboratoires « miroirs » de l’UMONS, des start-ups, spin-offs et filiales du centre.

## Objectifs
Mettre en lien la recherche fondamentale sur les matériaux avec le monde industriel et les entreprises.